# Сифилитическая розеола
Сифилитическая розеола (пятнистый сифилид) — наиболее частое поражение кожи в начале вторичного периода сифилиса.
Возникает обычно через 6-8 недель после появления твёрдого шанкра. Развивается постепенно и достигает полного развития через 8-10 дней.
Сифилитическая розеола появляется при удовлетворительном самочувствии больного. Элементы сыпи представляют собой многочисленные, нерезко ограниченные розеолы круглых очертаний величиной от 5 до 15-20 мм. У больных вторичным свежим сифилисом чаще встречается мелкопятнистая сыпь, а при рецидивной форме — чаще крупнопятнистая сыпь. Высыпания обильные, симметрично расположены на коже туловища и конечностей (крайне редко на коже лица, кистей и стоп). Иногда розеолы могут слегка возвышаться над уровнем кожи. Продержавшись на коже 3-4 недели, сыпь исчезает, не оставляя следов. Но через 1-5 месяцев после высыпаний вновь появляются, по размерам они становятся крупнее, окраска менее яркая, имеют склонность к группировке, образованию колец, дуг, гирлянд.